# 패트릭 피어스
패트릭 헨리 피어스(영어: Patrick Henry Pearse, 아일랜드어: Pádraic Anraí Mac Piarais 파드라크 안라 막 피어라스. 1879년 11월 10일 - 1916년 5월 3일)는 아일랜드의 시인, 작가, 교사, 법정 변호사, 공화주의 운동가다. 더블린에서 출생하였으며 열렬한 로마 가톨릭 교회 신자이다. 평범한 인문학도의 길을 걸은 그는 20대 초반에 An Claidheamh Soluis의 편집장을 맡았다. 30대가 되자 아일랜드 무장독립투쟁에 관심을 가지게 되었고 열렬한 민족주의자가 되었다.
1916년 더블린에서 발생한 부활절 봉기를 이끈 지도자들 중 한 명이며 더블린 중앙 우체국 앞에서 부활절 선언으로 알려져있는 아일랜드 독립선언문을 낭독하였다. 영국군에게 체포되어 다른 지도자들과 함께 총살당하였다. 그는 아일랜드 독립의 위대한 공헌자로 평가받고 있으며 아일랜드인들에게 존경받고 있다. 아일랜드 현대 포크송인 'Oro se do Bheatha Bhaile'를 작사하기도 했다.